# Apocheiridium leopoldi
Espèce
Apocheiridium leopoldi est une espèce de pseudoscorpions de la famille des Cheiridiidae.

## Distribution
Cette espèce est endémique de la région de Valparaíso au Chili. Elle se rencontre sur le Cerro El Roble.

## Publication originale
- Vitali-di Castri, 1962 : La familia Cheiridiidae (Pseudoscorpionida) en Chile. Investigaciones Zoológicas Chilenas, vol. 8, p. 119-142.